# Rhamdiopsis
Rhamdiopsis is een geslacht van straalvinnige vissen uit de familie van de antennemeervallen (Heptapteridae).

## Soorten
- Rhamdiopsis krugi Bockmann & Castro, 2010
- Rhamdiopsis microcephala (Lütken, 1874)
- Rhamdiopsis moreirai Haseman, 1911